# Eunice Ulloa
Eunice M. Ulloa (* 1947) ist eine US-amerikanische Kommunalpolitikerin.
Ulloa ist seit 1984 Mitglied im Stadtrat (City Council) der kalifornischen Stadt Chino, davon 12 Jahre als Bürgermeisterin. Erstmals zur Bürgermeisterin wurde sie 1992 gewählt. Sie übernahm dieses Amt von Fred Aguiar, welcher als Abgeordneter in die California State Assembly einzog. Ulloa wurde 1996 und 2000 wiedergewählt, auf eine weitere Kandidatur im Jahr 2004 verzichtete sie. Sie behielt jedoch einen Sitz im Stadtrat und wurde zuletzt 2010 von den Wählern für vier weitere Jahre im Amt bestätigt.
1998 war Eunice Ulloa Kandidatin der Republikaner bei den Wahlen zum kalifornischen Senat, unterlag im 32. Wahlbezirk jedoch mit 38,2 % der Stimmen dem Demokraten Joe Baca.
Von 1966 bis 1994 arbeitete sie für General Dynamics in Pomona.